# Bitonto
Bitonto ist eine italienische Kommune mit 53.103 Einwohnern (Stand 31. Dezember 2023) in Apulien in der Metropolitanstadt Bari und liegt westlich von Bari nahe der Adria. Produziert werden hier unter anderem Olivenöl und Wein.
Die Nachbargemeinden sind Altamura, Bari, Binetto, Bitetto, Giovinazzo, Modugno, Palo del Colle, Ruvo di Puglia, Terlizzi und Toritto.

## Geschichte

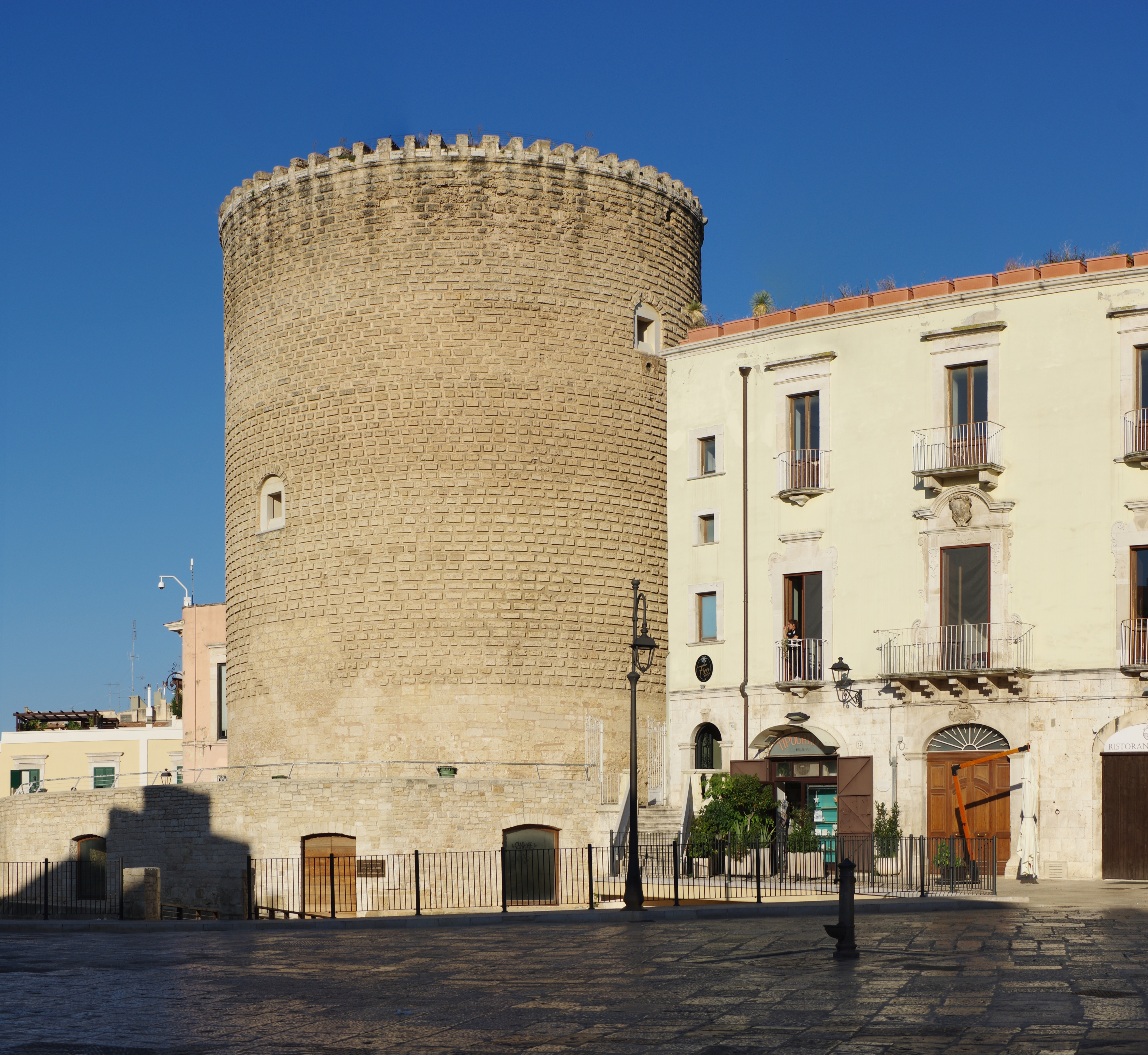
Der Turm Torrione Angioino

Bitonto ist antiken Ursprungs. Die Stadt wurde wohl von griechischen Siedlern gegründet, Datierungen von Münzfunden reichen bis in das 6. Jahrhundert v. Chr. zurück. In römischer Zeit lautete der Name Butuntum (Botontom und ähnlich), sie wurde schließlich römisches municipium. Im Mittelalter wurde Bitonto im 11. Jahrhundert Bestandteil des sich formierenden Normannenreichs in Unteritalien und blieb danach Teil des Königreichs Sizilien. Am 25. Mai 1734 fand in der Umgebung der Stadt die Schlacht von Bitonto statt, in der eine spanische Armee unter dem Herzog von Montemar eine kaiserlich-österreichische Streitmacht unter dem Fürsten Joseph Anton von Pignatelli di Belmonte besiegte und so das Königreich Sizilien für das Haus Bourbon sicherte.
Bitonto war der Sitz zahlreicher Bischöfe.

## Sehenswürdigkeiten

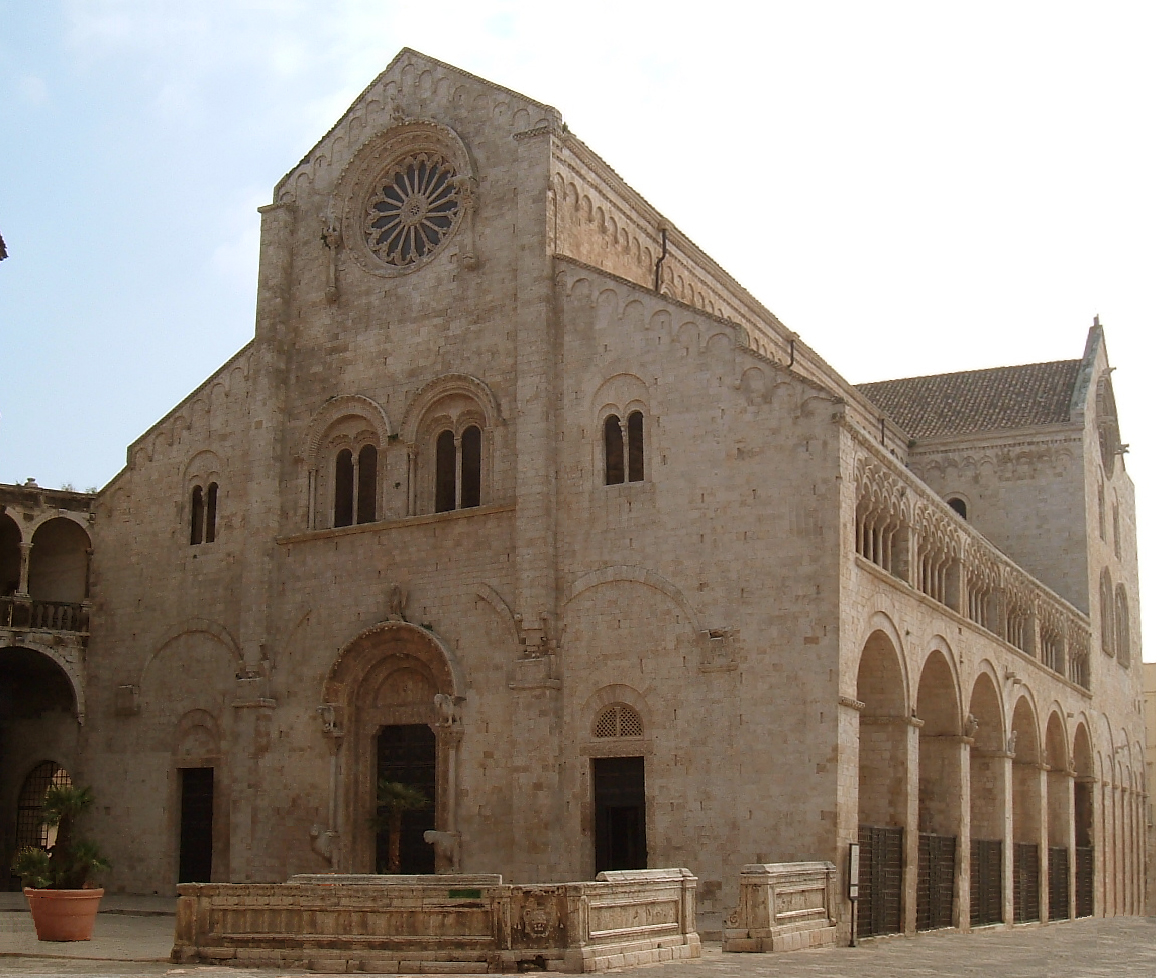
Kathedrale

In der Stadt, die auch Bischofssitz war (Bistum Bitonto, heute Erzbistum Bari-Bitonto), befindet sich die Kathedrale San Valentino, die zu den schönsten romanischen Kirchenbauten Apuliens gehört. Sie wurde zwischen 1175 und 1200 erbaut.
Nikolaus von Bari hielt hier im Sommer 1229 vor Kaiser Friedrich II. eine flammende Predigt, deren Inhalt bildlich durch ein Relief an der Kanzel versinnbildlicht wurde. Dieses Kanzelrelief an der Außenseite des Aufganges ist ein Lehrstück der staufischen Reichsidee. Während des Kreuzzuges war die Stadt vom Kaiser abgefallen, kurz danach aber zurückgewonnen worden. Als Sühnedenkmal wurde dieses Relief geschaffen, in dem vier staufische Herrscher in direkter aufsteigender Linie nebeneinander gestellt wurden: Friedrich I. Barbarossa, sein Zepter in der Linken an seinen Sohn Heinrich weiterreichend. Daneben – eine Stufe höher – Friedrich II. und als letztes sein Sohn Konrad IV. Eine Krone haben nur zwei, nämlich Friedrich I. und Friedrich II.

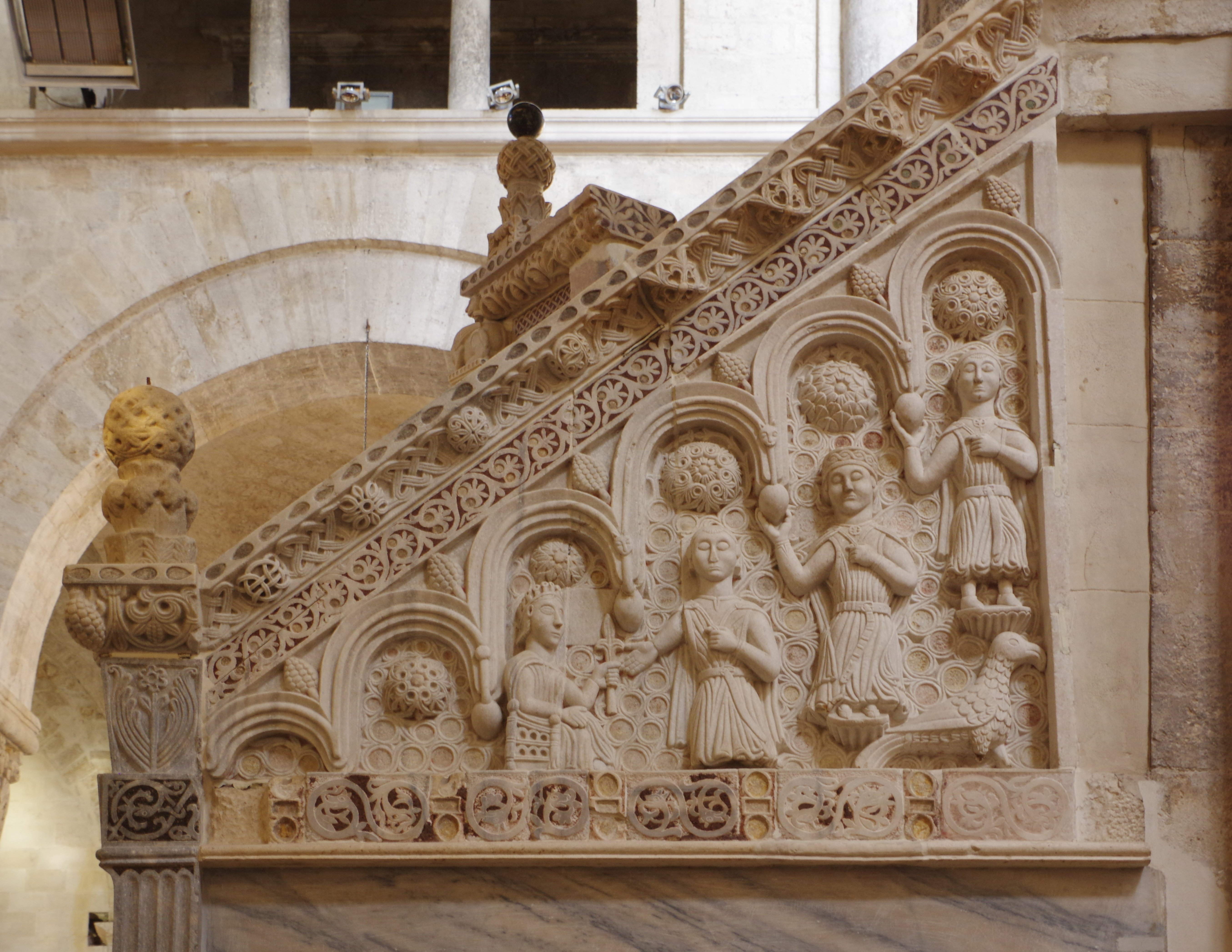
Kanzelrelief in der Kathedrale San Valentino

Das Relief wächst wie aus pflanzlichen Ornamenten heraus ähnlich einem Stammbaum. Ein Vogel am Fuß des Reliefs stellt eine Mischung aus dem staufischen Adler und dem Vogel Phoenix dar, dem Symbol der Unsterblichkeit, ähnlich der Ahnenreihe Christi auf mittelalterlichen Reliefs, an die sich Friedrich II. hier zum wiederholten Mal bewusst anlehnte. Die symbolische Aussage dieser Darstellung ist: Auch das staufische Geschlecht wird bis in alle Ewigkeit herrschen – was sich freilich nicht bewahrheiten sollte.
Der Palazzo Vulpano-Sylos ist ein Palast von 1445, der in den Bauformen der florentinischen Renaissance errichtet wurde. Die Loggia des quadratischen Innenhofs ist reich dekoriert mit allegorischen Reliefs, mit denen die Tugenden und die Taten der Vulpano-Familie verherrlicht werden sollen.

## Verkehr
Bitonto ist von einer Ringstraße, der Strada Provinciale 218, umgeben, die fast die Form eines exakten Kreises besitzt, aber in ihrem östlichen Abschnitt unvollendet blieb. Bitonto lässt sich zudem auch im westlichen Abschnitt der Ringstraße nicht durchgehend umfahren, da die SP 218 in nördlicher und südlicher Richtung in die autobahnähnliche SP 231 einmündet, die aufgrund getrennter Fahrbahnen keinen Kreuzungsverkehr ermöglicht. Diese für die Stadt Bitonto strategisch wichtige Kreuzung der SP 231 sollte durch den Bau einer Brücke ermöglicht werden, der seit 2011 geplant ist; jedoch verzögert sich die Fertigstellung seit 2014 immer wieder durch Schwierigkeiten mit dem beauftragten Bauunternehmen.

## Städtepartnerschaften
- Banja Luka, Bosnien und Herzegowina

## Söhne und Töchter der Stadt
- Tommaso Traetta (1727–1779), Komponist
- Vincenzo Labini (1735–1807), Ordenspriester, Bischof von Malta und Titularerzbischof von Rhodos
- Italo Giulio Caiati (1916–1993), Politiker
- Cristoforo Palmieri (* 1939), Lazarist, Bischof von Rrëshen 2005–2017
- Francesco Savino (* 1954), Bischof von Cassano all’Jonio
- Pippo Mezzapesa (* 1980), Regisseur und Drehbuchautor
- Michele Morrone (* 1990), Schauspieler und Model